# Kerberos (satelit)
Kerberos este un mic satelit natural al lui Pluto, de aproximativ 19 km (12 mi) pe cea mai lungă dimensiunea sa. A fost al patrulea satelit al lui Pluto care a fost descoperit, iar existența sa a fost anunțată pe 20 iulie 2011. A fost fotografiat, împreună cu Pluto și ceilalți patru sateliți ai săi, de către sonda spațială New Horizons în iulie 2015. Prima imagine cu Kerberos din zbor a fost lansată publicului pe 22 octombrie 2015.

## Descoperire

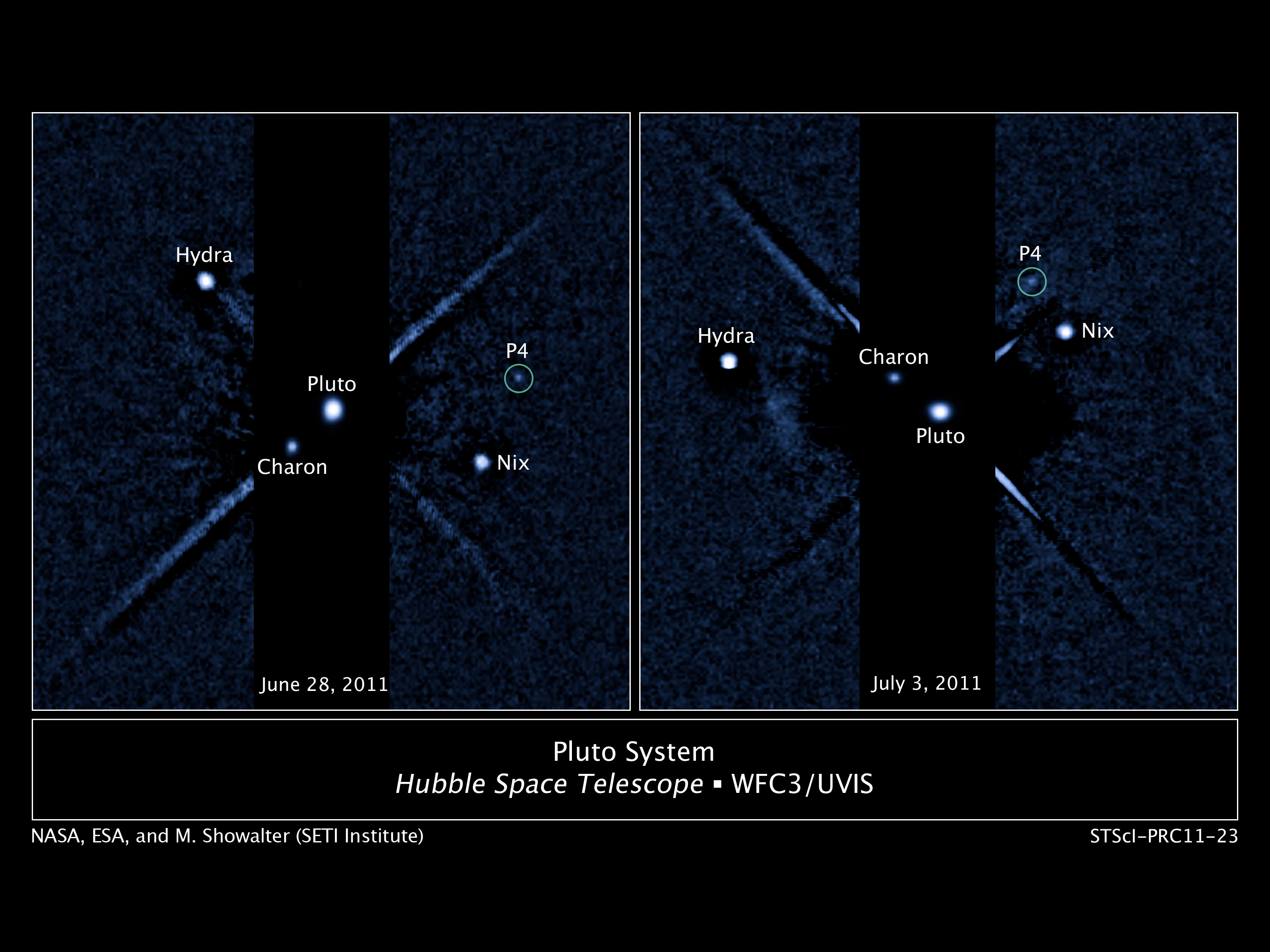
Imaginile Hubble de descoperire a lui Kerberos

Kerberos a fost descoperit de cercetătorii echipei Pluto Companion Search folosind Telescopul spațial Hubble la 28 iunie 2011, folosind Wide Field Camera 3, în timpul unei încercări de a găsi orice inele pe care le-ar putea avea Pluto. Căutarea inelelor a fost motivată parțial de dorința de a evita lovirea sondei New Horizons când a trecut prin sistemul Pluto în iulie 2015. Further observations were made on 3 and 18 July 2011 and Kerberos was verified as a new moon on 20 July 2011. Mai târziu a fost predescoperit sau identificat în imaginile din arhiva Hubble din 15 februarie 2006 și 25 iunie 2010, deși Kerberos a fost ascuns de vârfurile de difracție din acele imagini. Luminozitatea lui Kerberos este doar de aproximativ 10% din cea a lui Nix, și a fost găsit doar pentru că echipa de descoperire a făcut expuneri de opt minute; observațiile anterioare au folosit expuneri mai scurte. A fost denumit oficial S/2011 (134340) 1, și a fost numit informal P4.

## Origine
Ca și ceilalți sateliți ai lui Pluto, ese suspectat că Kerberos s-a format din resturile unei coliziuni masive dintre Pluto și un alt obiect din centura Kuiper, similar impactului gigantic despre care se crede că a creat Luna.

## Caracteristici fizice
Kerberos este format din doi lobi și are aproximativ 19 km (12 mi) pe cea mai lungă dimensiune și 9 km (5,6 mi) pe cea mai scurtă dimensiune. Este a doua cea mai mică dintre sateliții lui Pluto, chiar în spatele lui Styx. Lobul mai mare al lui Kerberos are aproximativ 8 km (5 mi) în diametru, în timp ce lobul mai mic este măsurat a avea aproximativ 5 km (3,1 mi). Forma dublu-lobată a lui Kerberos este probabil formată din două obiecte mai mici unite, sugerând că Kerberos împreună cu ceilalți sateliți ai lui Pluto s-ar fi putut forma prin coalescența resturilor din jurul lui Pluto.
Kerberos are un albedo sau o reflectivitate ridicată similară cu ceilalți sateliți mici ai lui Pluto, probabil datorită prezenței gheții pe suprafața sa. Înainte de zborul New Horizons, despre Kerberos se credea inițial că avea o marime mai mare și o suprafață mai întunecată.

### Rotație
La fel ca și ceilalți sateliți mici ai lui Pluto, Kerberos nu este în rotație sincronă, iar rotația sa este haotică, variind rapid de-a lungul perioadelor geologice. Influențele gravitaționale variate ale lui Pluto și Charon în timpul mișcării lor în jurul baricentrului provoacă rotația haotică a sateliților mici ai lui Pluto, inclusiv Kerberos. La momentul zborului New Horizons, perioada de rotație a lui Kerberos era de aproximativ 5,33 de zile, iar axa sa de rotație era înclinată cu aproximativ 96 de grade față de orbita sa. Înclinația mare a lui Kerberos însemna că se rotea lateral în raport cu orbita sa în jurul baricentrului Pluto-Charon.

## Orbită
Observațiile indică o orbită circulară, ecuatorială în jurul baricentrului Pluto-Charon la o distanță de 57,783 km (35,905 mi). Toți sateliții lui Pluto, inclusiv Kerberos, au orbite foarte circulare cu înclinații orbitale foarte mici față de ecuatorul lui Pluto. Kerberos orbitează între Nix și Hydra și face o orbită completă în jurul lui Pluto aproximativ la fiecare 32.167 de zile.
Perioada sa orbitală e aproape de o rezonanță orbitală de 1:5 cu Charon, cu o discrepanță de timp de aproximativ 0.7%. Ca și în cazul rezonanțelor apropiate dintre Nix sau Hydra și Charon (1:4 și respectiv 1:6), determinarea a cât de apropiată este această relație de o rezonanță adevărată va necesita o cunoaștere mai precisă a orbitei lui Kerberos, în special a ratei sale de precesie.

## Explorare
Sonda spațială New Horizons a făcut imagini cu Kerberos în timpul zborului său de lângă sistemul Pluto, pe 14 iulie 2015. Trei luni mai târziu, pe 22 octombrie, a fost publicată prima imagine a satelitului. Este ultimul satelit al lui Pluto care a avut imaginea sa scoasă, dezvăluind că Kerberos era mic și avea o suprafață strălucitoare, contrar ideii inițiale că satelitul era acoperit cu material întunecat.

## Numire
La descoperire, Kerberos a primit denumirea de planetă minoră S/2011 (134340) 1 deoarece a fost primul satelit (S) descoperit orbitând planeta minoră 134340 Pluto în 2011. Inițial a fost numit „P4”, ceea ce indică faptul că a fost al patrulea satelit plutonian descoperit.
Convenția pentru denumirea sateliților plutonieni este de a folosi nume asociate cu zeul Pluton în mitologia clasică. Pentru a decide asupra numelor pentru P4 și P5, Mark Showalter și Institutul SETI, în numele echipei de descoperire, au efectuat un sondaj neobligatoriu pe internet în 2013, în care publicul larg a fost invitat să voteze pentru numele lor preferate. Publicul putea alege dintr-o selecție de nume mitologice grecești legate de zeul Pluto sau își putea propune propriile nume.După anunțul inițial, William Shatner, actorul care îl interpretează pe căpitanul James T. Kirk în franciza Star Trek, a propus numele Vulcan și Romulus, referindu-se la zeul focului Vulcan (un nepot al lui Pluto), și la Romulus, fondatorul Romei, dar și făcând aluzie la planetele fictive Vulcan și Romulus din universul Star Trek. Sugestia 'Romulus' nu a fost acceptată, deoarece deja exista un satelit al unui asteroid cu același nume, dar Vulcan a câștigat sondajul după ce Shatner a postat pe Twitter despre el, Cerberus (câinele care păzește lumea de apoi a lui Pluto) ocupând locul al doilea și Styx (zeița râului cu același nume din lumea de apoi) pe locul al treilea. Numele câștigătoare au fost depuse Uniunii Astronomice Internaționale.
Însă, Vulcan era inacceptabil pentru IAU, deoarece nu era numele unei figuri din lumea de apoi și fusese deja folosit pentru o planetă ipotetică interioară lui Mercur, precum și pentru că este și numele vulcanoizilor. „Cerberus” este deja numele unui asteroid, 1865 Cerberus, dar forma greacă a numelui, „Kerberos”, a fost acceptabilă pentru IAU.
Pe 2 iulie 2013, IAU a anunțat că a aprobat oficial denumirile Kerberos pentru P4 și Styx pentru P5.
Numele formelor de relief de pe corpurile din sistemul Pluto sunt legate de mitologie și de literatura și istoria explorării. În special, numele formelor de relief de pe Kerberos trebuie să fie legate de câinii din literatură, mitologie și istorie.
Denumirea provizorie a satelitului variază în funcție de sursa utilizată. Uniunea Astronomică Internațională a anunțat-o ca S/2011 (134340) 1, întrucât site-ul web al misiunii New Horizons a anunțat-o ca S/2011 P 1.